# 中小屋天文台昴ドーム
中小屋天文台昴ドーム（なかごやてんもんだいすばるドーム）は、宮崎県東臼杵郡美郷町にある公開天文台である。平成2年には「全国星空継続観察」において夜空の暗さ部門で日本一に輝いた。

## 利用案内[2]

### 営業時間
13:00～22:00(昴ドーム及び管理・研修棟を利用の場合は原則2日前までに要予約)
【夜間】
5月～9月 ①19:30～20:40 ②20:50～22:00
10月～4月 ①18:30～19:40 ②19:50～21:00

### 休館日
毎週火曜日、12月29日～1月3日

### 入館料
大人(中学生以上)520円 / 小人(3歳以上小学生以下)320円

### 特別プラン
天体写真撮影プランや貸切プランも設定されている。

## 観測機材[2]
口径600mmのリッチー・クレチアン反射望遠鏡